# Atletika na Letních olympijských hrách 1928
Atletika na Letních olympijských hrách v roce 1928, které se konaly v Amsterdamu, zahrnovala 27 atletických disciplín, z toho 22 pro muže a 5 pro ženy. Celkem bylo uděleno 81 medailí (27 zlatých, 27 stříbrných, 27 bronzových).

## Muži
| Disciplína                 | Zlato                                                                                       | Stříbro                                                                               | Bronz                                                                             |
| běh na 100 m               | Percy Williams · Kanada (CAN)                                                               | Jack London · Velká Británie (GBR)                                                    | Georg Lammers · Německo (GER)                                                     |
| běh na 200 m               | Percy Williams · Kanada (CAN)                                                               | Walter Rangeley · Velká Británie (GBR)                                                | Helmut Körnig · Německo (GER)                                                     |
| běh na 400 m               | Ray Barbuti · Spojené státy americké (USA)                                                  | James Ball · Kanada (CAN)                                                             | Joachim Büchner · Německo (GER)                                                   |
| běh na 800 m               | Douglas Lowe · Velká Británie (GBR)                                                         | Erik Byléhn · Švédsko (SWE)                                                           | Hermann Engelhard · Německo (GER)                                                 |
| běh na 1500 m              | Harri Larva · Finsko (FIN)                                                                  | Jules Ladoumegue · Francie (FRA)                                                      | Eino Purje · Finsko (FIN)                                                         |
| běh na 5000 metrů          | Ville Ritola · Finsko (FIN)                                                                 | Paavo Nurmi · Finsko (FIN)                                                            | Edvin Wide · Švédsko (SWE)                                                        |
| běh na 10 000 metrů        | Paavo Nurmi · Finsko (FIN)                                                                  | Ville Ritola · Finsko (FIN)                                                           | Edvin Wide · Švédsko (SWE)                                                        |
| 110 m překážek             | Sid Atkinson · Jihoafrická unie (RSA)                                                       | Steve Anderson · Spojené státy americké (USA)                                         | John Collier · Spojené státy americké (USA)                                       |
| 400 m překážky             | David Burghley · Velká Británie (GBR)                                                       | Frank Cuhel · Spojené státy americké (USA)                                            | Morgan Taylor · Spojené státy americké (USA)                                      |
| Běh na 3000 metrů překážek | Toivo Loukola · Finsko (FIN)                                                                | Paavo Nurmi · Finsko (FIN)                                                            | Ove Andersen · Finsko (FIN)                                                       |
| 4 × 100 m štafeta          | Spojené státy americké (USA) · Frank Wykoff · James Quinn · Charles Borah · Henry Russell   | Německo (GER) · Georg Lammers · Richard Corts · Hubert Houben · Helmut Körnig         | Velká Británie (GBR) · Cyril Gill · Edward Smouha · Walter Rangeley · Jack London |
| 4 × 400 m štafeta          | Spojené státy americké (USA) · George Baird · Fred Alderman · Emerson Spencer · Ray Barbuti | Německo (GER) · Otto Neumann · Harry Werner Storz · Richard Krebs · Hermann Engelhard | Kanada (CAN) · James Ball · Stanley Glover · Phil Edwards · Alex Wilson           |
| Maratonský běh             | Boughera El Ouafi · Francie (FRA)                                                           | Manuel Plaza · Chile (CHI)                                                            | Martti Marttelin · Finsko (FIN)                                                   |
| Skok do dálky              | Edward Hamm · Spojené státy americké (USA)                                                  | Silvio Cator · Haiti (HAI)                                                            | Alfred Bates · Spojené státy americké (USA)                                       |
| Trojskok                   | Mikio Oda · Japonsko (JPN)                                                                  | Levi Casey · Spojené státy americké (USA)                                             | Vilho Tuulos · Finsko (FIN)                                                       |
| Skok do výšky              | Robert King · Spojené státy americké (USA)                                                  | Benjamin Hedges · Spojené státy americké (USA)                                        | Claude Ménard · Francie (FRA)                                                     |
| Skok o tyči                | Sabin Carr · Spojené státy americké (USA)                                                   | William Droegemuller · Spojené státy americké (USA)                                   | Charles McGinnis · Spojené státy americké (USA)                                   |
| Vrh koulí                  | John Kuck · Spojené státy americké (USA)                                                    | Herman Brix · Spojené státy americké (USA)                                            | Emil Hirschfeld · Německo (GER)                                                   |
| Hod diskem                 | Clarence Houser · Spojené státy americké (USA)                                              | Antero Kivi · Finsko (FIN)                                                            | James Corson · Spojené státy americké (USA)                                       |
| Hod oštěpem                | Erik Lundqvist · Švédsko (SWE)                                                              | Béla Szepes · Maďarsko (HUN)                                                          | Olav Sunde · Norsko (NOR)                                                         |
| Hod kladivem               | Patrick O’Callaghan · Irsko (IRL)                                                           | Ossian Skiöld · Švédsko (SWE)                                                         | Edmund Black · Spojené státy americké (USA)                                       |
| Desetiboj                  | Paavo Yrjölä · Finsko (FIN)                                                                 | Akilles Järvinen · Finsko (FIN)                                                       | Ken Doherty · Spojené státy americké (USA)                                        |

### Ženy
| Disciplína        | Zlato                                                                                  | Stříbro | Bronz                                                                                 |
| 100 m             | Elizabeth Robinsonová · Spojené státy americké (USA)                                   | Fanny Rosenfeldová · Kanada (CAN)                                                                             | Ethel Smithová · Kanada (CAN)                                                         |
| 800 m             | Lina Radkeová · Německo (GER)                                                          | Kinue Hitomiová · Japonsko (JPN)                                                                              | Inga Gentzelová · Švédsko (SWE)                                                       |
| 4 × 100 m štafeta | Kanada (CAN) · Fanny Rosenfeldová · Ethel Smithová · Florence Bellová · Myrtle Cooková | Spojené státy americké (USA) · Jessie Crossová · Loretta McNeilová · Elizabeth Robinsonová · Mary Washburnová | Německo (GER) · Anni Holdmannová · Leni Junkerová · Rosa Kellnerová · Leni Schmidtová |
| Skok do výšky     | Ethel Catherwoodová · Kanada (CAN)                                                     | Lien Gisolfová · Nizozemsko (NED)                                                                             | Mildred Wileyová · Spojené státy americké (USA)                                       |
| Hod diskem        | Halina Konopacka · Polsko (POL)                                                        | Lillian Copelandová · Spojené státy americké (USA)                                                            | Ruth Svedbergová · Švédsko (SWE)                                                      |

## Medailové pořadí
| Umístění | Stát                         | Zlato | Stříbro | Bronz | Celkem |
| -------- | ---------------------------- | ----- | ------- | ----- | ------ |
| 1        | Spojené státy americké (USA) | 9     | 8       | 8     | 25     |
| 2        | Finsko (FIN)                 | 5     | 5       | 4     | 14     |
| 3        | Kanada (CAN)                 | 4     | 2       | 2     | 8      |
| 4        | Velká Británie (GBR)         | 2     | 2       | 1     | 5      |
| 5        | Německo (GER)                | 1     | 2       | 6     | 9      |
| 6        | Švédsko                      | 1     | 2       | 4     | 7      |
| 7        | Francie (FRA)                | 1     | 1       | 1     | 3      |
| 8        | Japonsko (JPN)               | 1     | 1       | 0     | 2      |
| 9        | Irsko (IRL)                  | 1     | 0       | 0     | 1      |
| 9        | Polsko (POL)                 | 1     | 0       | 0     | 1      |
| 9        | Jihoafrická unie (RSA)       | 1     | 0       | 0     | 1      |
| 12       | Chile (CHI)                  | 0     | 1       | 0     | 1      |
| 12       | Haiti (HAI)                  | 0     | 1       | 0     | 1      |
| 12       | Maďarsko (HUN)               | 0     | 1       | 0     | 1      |
| 12       | Nizozemsko (NED)             | 0     | 1       | 0     | 1      |
| 16       | Norsko (NOR)                 | 0     | 0       | 1     | 1      |